# Elzas
De Elzas (Frans: Alsace, Duits: Elsass, Alemannisch: Elsàss) is een streek in het uiterste noordoosten van Frankrijk, onderdeel van de bestuurlijke regio Grand Est. Het bestaat uit de twee departementen Bas-Rhin en Haut-Rhin, sinds 2021 bestuurlijk samengevoegd onder de naam Collectivité européenne d'Alsace, waardoor de Elzas sindsdien een bestuurlijke eenheid (collectivité territoriale) vormt, met de uitgebreide bevoegdheden van een departement.

## Geografie
De Elzas ligt in het noordoosten van Frankrijk aan de linkeroever van de Rijn, die de grens met Duitsland vormt. In het westen ligt de Elzas tegen de regio Lotharingen (Frans: la Lorraine). Van het noorden naar het zuiden lopen door de Elzas, aan de grens met Lotharingen, de Vogezen, een middelgebergte. In het oosten van de Elzas strekt zich evenwijdig tussen de Vogezen en de Rijn, het Rijndal uit; de vlakte tussen de bergketen en de rivier draagt de naam Grand Ried.

### Aangrenzende regio's
| Aangrenzende regio's | Aangrenzende regio's           | Aangrenzende regio's   | Aangrenzende regio's | Aangrenzende regio's                                            |
| -------------------- | ------------------------------ | ---------------------- | -------------------- | --------------------------------------------------------------- |
|                      |                                | Rijn-Hessen-Palts (DE) |                      | Regierungsbezirk Karlsruhe (DE)                                 |
|                      |                                |                        |                      |                                                                 |
| Lotharingen          | Regierungsbezirk Freiburg (DE) |                        |                      |                                                                 |
|                      |                                |                        |                      |                                                                 |
| Franche-Comté        |                                |                        |                      | Basel-Stadt (CH) Basel-Landschaft (CH) Solothurn (CH) Jura (CH) |

## Geschiedenis
De Elzas werd ten tijde van de komst van Julius Caesar bewoond door de Germaanse stam van de Tribokers. Nadat Caesar hen in 58 v.C. had verslagen, werd hun woongebied ondergebracht in de Romeinse provincie Germania Superior, samen met het huidige Baden aan de andere zijde van de Rijn. In 297 n.C. werd het gebied afgescheiden tot een aparte provincie, Germania Prima.
In de 4e eeuw kwam het bloot te staan aan invallen van stammen uit het onbezette Germania en alleen een bondgenootschap met een van die stammen – de Franken – hield het gebied voorlopig nog een eeuw binnen het Romeinse Rijk, hoewel de militaire macht er in wezen al Frankisch was geworden. Aan het einde van de 5e eeuw hadden de Germaanse Alemannen zich in de Elzas gevestigd, evenals in Zwitserland en het huidige zuidwesten van Duitsland (in Duitsland worden zij Zwaben (Schwaben) genoemd). Het Romeinse Rijk had toen opgehouden te bestaan en de Alemannen aanvaardden het gezag van het Frankische Rijk. In de 9e eeuw, na de dood van Karel de Grote, zou dit rijk gesplitst worden. Daarbij kwam de Elzas samen met Lotharingen in het oostelijke rijk – het Duitse Rijk (Heilige Roomse Rijk) – terecht, een staatkundige situatie die voor de duur van duizend jaar tot in de 17e eeuw zou blijven bestaan.
In de 8e eeuw komt de naam Elzas ook voor het eerst in documenten voor. De naam is afgeleid van het Oudgermaanse *ali-sazzo, wat betekent: aan de andere kant wonenden. Namelijk: vanuit Duitsland, aan de andere kant van de Rijn wonend.
Het eerste deel van de naam komt nog voor in het Nederlandse 'elders' en het Engelse 'else'; het tweede deel is etymologisch verwant met 'zitten' (gezeten zijn), 'zetel' , 'zate'. In het Nederlands is de naam 'de Elzas', in het Duits 'das Elsass', In het Frans 'L'Alsace'. Letterlijk zijn Elzassers 'zij die aan de andere zijde wonen'.
Bestuurlijk was de Elzas onderverdeeld in ca. 70 steden waarvan 10 rijkssteden met autonoom bestuur, direct ressorterend onder de Duitse keizers, en in vele geestelijke en adellijke heerlijkheden. Het latere keizerlijke huis Habsburg vormde een van deze lokale feodaliteiten en had dus zijn oorsprong in de Elzas; het zou later zijn macht overigens naar oostelijker streken verleggen. Cultureel behoorde de Elzas tot het Rijnland en als zodanig maakte het in de 16e eeuw ook de lotgevallen mee van de kerkhervormingsstrijd in het Duitse Rijk: vooral de Elzasser steden voerden toen het lutheranisme in. In het zuiden was de oriëntatie op Zwitserland gericht en daar werden het calvinisme en zwinglianisme van invloed met als centrum Mühlhausen (Mulhouse), een stad die tot in de 18e eeuw lid was van het Zwitsers Eedgenootschap. Vooral Straatsburg bleef een belangrijk intellectueel centrum waarin al deze stromingen lange tijd naast elkaar konden voortbestaan. Sociale, religieuze en economische onrust bracht de plattelandsbevolking ertoe zich aan te sluiten bij boerenopstanden (boerenoorlog) die in de midden en zuidelijke Duitse landen om zich heen grepen en zeer gewelddadig door de adel werden onderdrukt. Om de uit balans geraakte machtsverhoudingen opnieuw vast te leggen, werd in Duitse landen een Dertigjarige Oorlog gevoerd en bij de Vrede van Westfalen in 1648 vond in tal van gebieden, ook in de Elzas, een herstel van het rooms-katholicisme plaats. De ontvolking van marginale gebieden door de oorlogen, zoals in de Vogezendalen, werd gecompenseerd door een toestroom van kolonisten van elders: Franssprekende Lotharingers en Duits-Zwitsers sprekende mennonieten.
Het zuiden van de Elzas (Sundgau, nu het departement Haut-Rhin) kwam in 1648 grotendeels in Franse handen. Dit was het eerste succes van het Franse streven naar de Rijn als de Franse staatsgrens. De volgende stap vond in 1681 plaats met de overgang van Straatsburg en omgeving naar Frankrijk. Overige gebieden volgden een voor een en aan het einde van de loop van de 18e eeuw was de gehele Elzas onder Frans gezag gekomen, hoewel de Franse koningen tal van autonome bestuursvormen en rechtsplegingen lieten voortbestaan en het protestantisme niet verboden werd.
De Franse Revolutie voerde daarentegen in 1789 een centralistisch bestuur in en deelde de Elzas bestuurlijk op in twee departementen. Sindsdien kreeg de verfransing steeds meer gestalte, vooral onder de politiek bewust geworden burgerij die zich nu op Parijs ging oriënteren. De plattelanders bleven niettemin als vanouds Duitse (Elzassische) dialecten spreken. Maar vooral het Franse staatsonderwijs legde ook daar de grondslag voor toekomstige tweetaligheid. De zielzorg door de kerken hanteerde echter consequent de volkstaal, ondanks de druk die werd uitgeoefend door Parijs.

### Historische gebieden
Droysens Historische Handatlas (1886), kaartblad Elsass (1648-1789) onderscheidt de volgende gebieden (tussen haken de Duitse benaming zoals die in deze atlas teruggevonden kan worden):
I. Geestelijke staten:
- 1. Hegenheim (deel van het prinsbisdom Bazel) (Basel)
- 2. gebieden van de Duitse Orde
- 3. abdij Murbach
- 4. Mundat Rouffach (Ruffach) (deel van het prinsbisdom Straatsburg) (Strassburg)
- 5. prinsbisdom Straatsburg
- 5a. heerlijkheid Reichshoffen (Reichshofen) (1664 aan het hertogdom Lotharingen)
- 6. heerlijkheden van het domkapittel Straatsburg (Strassburg)
- 7. abdij Andlau (met een deel van het gebied zijn leden van de rijksridderschap beleend).
- 8. abdij Marmoutier (Maursmünster)
- 9. abdij Neubourg (Neuburg) (bij Dauendorf, eigenlijk deel van Palts-Zweibrücken, Pfalz-Zweibrücken)
- 10. abdij Walbourg (Walburg) (deel proosdij Wissembourg (Weissenburg), 1687 aan het seminarium van Straatsburg)
- 11. prinsbisdom Spiers (Speyer)
- 12. Mundat Wissembourg (Weissenburg) (deel prinsbisdom Spiers)

II. Rijkssteden en rijksdorpen
- 13. rijksstad Straatsburg met de ambten Ilkirch (Illkirch), heerlijkheid Barr, Marlenheim en Wasselonne (Wasselnheim)
- 13a. heerlijkheid Herrenstein (1527-1651 aan Straatsburg) (Strassburg)
- 14. Decapolis
- 15. 40 Rijksdorpen (landvoogdij Haguenau) (Hagenau)

III. Wereldlijke staten
- A. Sundgau
- 16. graafschap Ferrette (Pfirt, omvattend Ferrette, Altkirch, Thann, Belfort en Rothenburg)
- 17. heerlijkheid Landser
- 18. heerlijkheid Masevaux (Masmünster)
- B. Opper-Elzas
- 19. heerlijkheid Cernay
- 20. heerlijkheid Ensisheim
- 21. heerlijkheid Issenheim
- 22. heerlijkheid Bollwiller
- 23. heerlijkheid Landsberg
- C. Neder-Elzas
- 24. heerlijkheid Koenigsbourg (Hochkönigsburg) (1648 als pand aan het huis Fugger)
- 25. heerlijkheid Villé (Weiler) (1648 als pand aan het huis Fugger)
- D. Overige Oostenrijkse gebieden
- 25a. heerlijkheid Biesheim (verbonden met Breisach in Baden)
- E. Niet-Oostenrijkse gebieden
- 26. heerlijkheid Landskron (Baden)
- 27. heerlijkheid Beinheim (Baden)
- 28. graafschap Horbourg (Horburg) met de heerlijkheid Riquewihr (Reichenweier) (1332: Württemberg)
- 29. tot Lotharingen behoorden een deel van het dal van de Lièpvre (Leberau) met de steden Sainte-Marie-aux-Mines (Markirch) en Saint-Hippolyte; verder de enclave Soultzbach-les-Bains (Sulzbach)
- 30. graafschap Rappoltstein (Ribeauviller) (Hoheneck en Gutenberg Oostenrijks); uitgestorven 1673; aan Palts-Birkenfeld
- 31. graafschap Lichtenberg, 1481 aan Hanau en Pfalz-Zweibrücken; 1569 geheel aan Hanau; 1736 aan Hessen-Darmstadt
- 32. heerlijkheid Oberbronn, 1541 van Lichtenberg aan Leiningen-Westenburg; 1728 aan Hohenlohe
- 32a heerlijkheid Niederbronn, 1541 van Lichtenberg aan Leiningen-Westenburg; 1764 Franse annexatie
- 33. heerlijkheid Fleckenstein, uitgestorven in 1720; Franse annexatie
- 34. heerlijkheid Schœneck (familie Eckbrecht von Dürckheim)
- 35. heerlijkheid Hohenbourg (Hohenburg) (familie von Sickingen)
- 36. graafschap Lutzelstein (Lützelstein); Palts-Veldenz, uitgestorven in 1694; aan Palts-Zweibrücken
- 37. heerlijkheid Ban de la Roche (Steinthal); Palts-Veldenz, uitgestorven in 1694; Franse annexatie
- 38. Cleebourg (Pfalz-Kleburg) en de heerlijkheid Bischwiller (Palts-Zweibrücken)
- 39. Selz (Keur-Palts, Kurpfalz), 1769 Palts-Zweibrücken
- 40. Schweighausen en Hochfelden (enclaves van Land van Haguenau)
- 41. gebieden van de Rijksridderschap

IV.
- 42. graafschap Salm
- 43. graafschap Dagsburg (Leiningen-Hartenburg)
- 44. graafschap Saarwerden (Nassau)

### Moderne geschiedenis
Na de verloren Frans-Duitse Oorlog van 1870 moest Frankrijk het gebied aan het nieuwe Duitse Keizerrijk afstaan. Daarin vormde het sindsdien met Lotharingen als Elzas-Lotharingen een provincie die met de status van 'Reichsland' voorlopig vanuit Berlijn zou worden bestuurd. In Frankrijk bestond veel weerzin tegen dit vredesverdrag, weerzin die voeding gaf aan decennialange revanchegedachten. Dit revanchisme zou op zijn beurt weer bijdragen aan het uitbreken van de Eerste Wereldoorlog. Maar voorlopig, na 1870, werd het Frans gaandeweg verwijderd uit het bestuur en het onderwijs. Honderdduizend, één op de tien, Elzassers en vooral de ambtenaren en militairen vertrokken naar Frankrijk. Na twintig jaren was de bestuurlijke situatie genormaliseerd en had het Duits als bestuurs- en onderwijstaal een exclusieve positie gekregen. Ook werd bestuurlijke autonomie onder een eigen regionaal parlement door Berlijn toegekend.
Na de Eerste Wereldoorlog, bij de ondertekening van de Vrede van Versailles in 1919 kwam de revanche en werd de Elzas weer door Frankrijk ingelijfd. Ca. honderdduizend 'Duitsers' kregen niet de vrijheid om voor het Franse staatsburgerschap te opteren, waaronder ook Elzassers met vaders die van de andere zijde van de Rijn stamden of in Duitse overheidsdienst waren getreden. Zij moesten het land verlaten. Nu riep de drastische invoering van het Frans in bestuur en op school verzet op, niet zozeer om nationale maar meer om praktische redenen. De meeste Elzassers verstonden namelijk geen Frans. Het centrale bestuur vanuit Parijs had weinig begrip voor het Elzasser particularisme en een autonomiebeweging ontstond met als doel een aparte bestuurlijke status te verwerven, maar dat werd door Parijs heftig afgewezen als uiting van landverraad.
De inlijving bij Duitsland in 1940, na de Duitse bezetting van Frankrijk tijdens de Tweede Wereldoorlog, werd daarom niet door alle Elzassers afgewezen. De nazi-terreur bracht daar verandering in, vooral na de invoering van de dienstplicht voor de Wehrmacht. De inlijving bij Duitsland werd door de meeste Elzassers uiteindelijk als een bezetting ervaren. De intocht van het Franse leger in 1945 was daarom voor velen een bevrijding en nadien besloten steeds meer Elzassers definitief Frans te worden en hun Duitse dialect niet meer door te geven aan hun kinderen. Tot in de jaren zeventig was er nog sprake van een zekere Duitse oriëntatie door de algemene afstemming op Duitse films, radio en tv-zenders en de Duitstalige edities van de Elzasser kranten. Maar de generatie die de Duitse schrijftaal op school had moeten leren en voor wie Frans een betrekkelijk vreemde taal was gebleven, stierf gaandeweg uit. Voor jongere generaties werd Duits een vreemde taal en van de Duitstalige media maakten zij geen gebruik meer. De Duitstalige editie van de dagbladen is tussen 1950 en 2000 gezakt van 66% tot 10% van de oplagen.
Voor het verloop van de taalbeheersing en de verschuiving van Duits naar Frans onder de Elzassers en de daarvoor te raadplegen bronnen, zie Elzas-Lotharingen.
De regio Elzas was onderverdeeld in de departementen Haut-Rhin en Bas-Rhin. De hoofdstad van de regio was Straatsburg. De regio werd opgeheven bij de regionale herindeling per 1 januari 2016. Het gebied werd toegevoegd aan de nieuwe regio Grand Est.

## Administratieve indeling per 2021

De collectivités territoriales van Frankrijk, met de Elzas in het noordoosten

Op 1 januari 2021 werden de departmenten Bas-Rhin en Haut-Rhin bestuurlijk samengevoegd tot de Collectivité européenne d'Alsace. De departementen behielden alleen hun electorale functie. De departementen en de nieuwe bestuurlijke eenheid bleven deel uitmaken van de regio Grand Est.

### Bestuurlijke indeling
- Arrondissement Altkirch
  - Kanton Altkirch
  - Kanton Masevaux-Niederbruck (deels)
- Arrondissement Colmar-Ribeauvillé
  - Kanton Colmar-1
  - Kanton Colmar-2
  - Kanton Ensisheim (deels)
  - Kanton Sainte-Marie-aux-Mines
  - Kanton Wintzenheim (deels)
- Arrondissement Haguenau-Wissembourg
  - Kanton Bischwiller
  - Kanton Brumath (deels)
  - Kanton Haguenau
  - Kanton Reichshoffen
  - Kanton Wissembourg
- Arrondissement Molsheim
  - Kanton Molsheim (deels)
  - Kanton Mutzig (deels)
  - Kanton Saverne (deels)
- Arrondissement Mulhouse
  - Kanton Brunstatt-Didenheim
  - Kanton Kingersheim
  - Kanton Mulhouse-1
  - Kanton Mulhouse-2
  - Kanton Mulhouse-3
  - Kanton Rixheim
  - Kanton Saint-Louis (Haut-Rhin)
  - Kanton Wittenheim
- Arrondissement Saverne
  - Kanton Bouxwiller
  - Kanton Ingwiller
  - Kanton Saverne (deels)
- Arrondissement Sélestat-Erstein
  - Kanton Erstein
  - Kanton Molsheim (1 gemeente)
  - Kanton Mutzig (deels)
  - Kanton Obernai
  - Kanton Sélestat
- Arrondissement Strasbourg
  - Brumath (deels)
  - Hœnheim
  - Illkirch-Graffenstaden
  - Lingolsheim
  - Schiltigheim
  - Strasbourg-1
  - Strasbourg-2
  - Strasbourg-3
  - Strasbourg-4
  - Strasbourg-5
  - Strasbourg-6
- Arrondissement Thann-Guebwiller
  - Kanton Cernay
  - Kanton Ensisheim (deels)
  - Kanton Guebwiller
  - Kanton Masevaux-Niederbruck (deels)
  - Kanton Wintzenheim (deels)

### Plaatsen

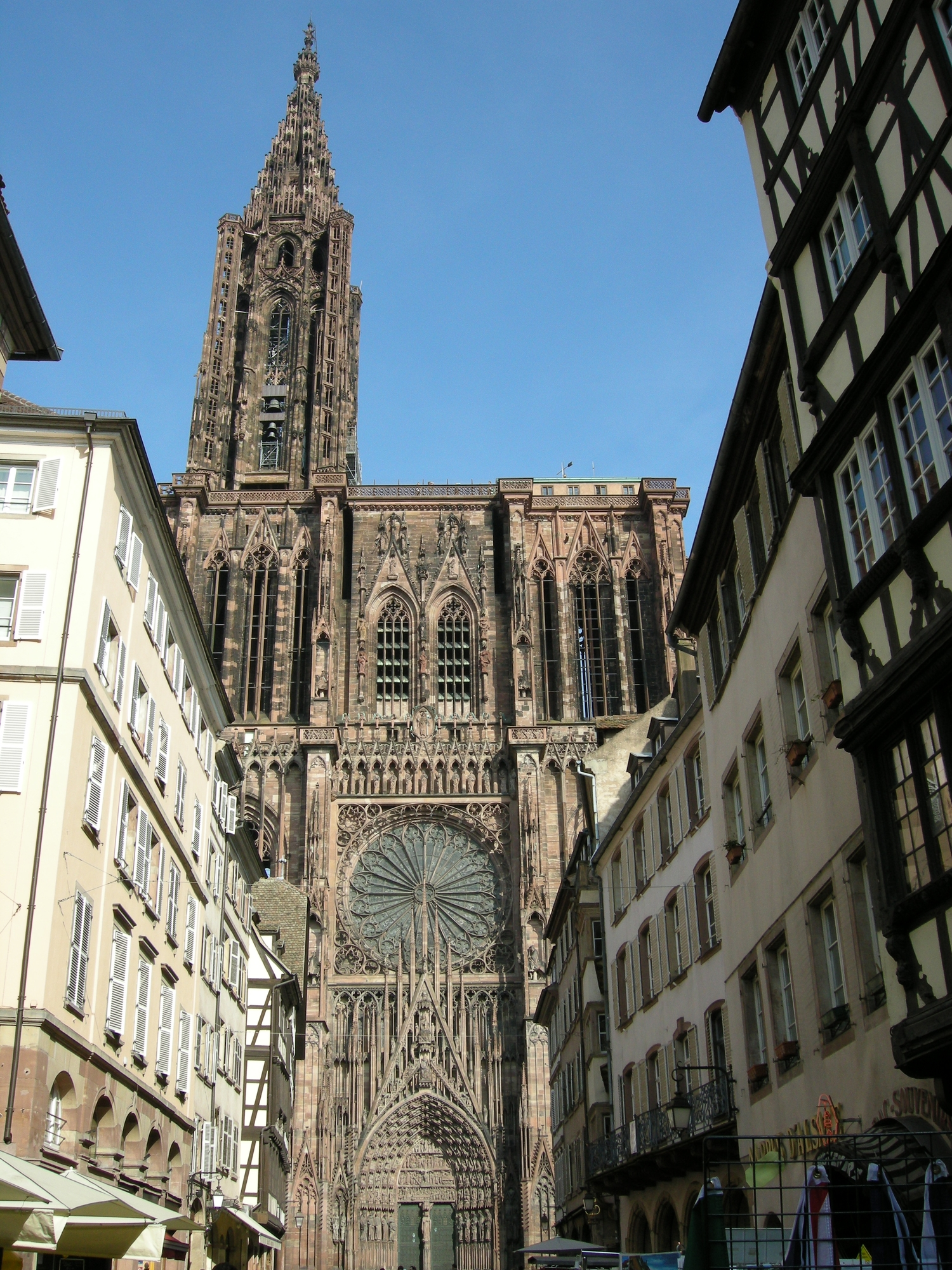
De kathedraal van Straatsburg

Enkele plaatsen in de Elzas zijn met hun oorspronkelijke namen:
- Colmar
- Guebwiller (Gebweiler)
- Haguenau (Hagenau)
- Mulhouse (Mühlhausen)
- Ribeauvillé (Rappoltsweiler)
- Saverne (Zabern)
- Sélestat (Schlettstadt, vroeger Frans: Schléstat)
- Straatsburg (Strassburg, Strasbourg)
- Wissembourg (Weissenburg)

## Economie
De Elzas is onder andere bekend als wijnstreek van witte wijn, onder meer Riesling en Sylvaner. Ook het toerisme is er van groot belang.

## Cultuur
De enige officiële taal van de Elzas is het Frans, dat sinds 1945 ook de meest gesproken taal geworden is. Duits wordt facultatief als 'vreemde taal' in het onderwijs aangeboden. De taal van de oudere generatie op het platteland is hier en daar nog het Rijnfrankische dialect in het noorden en het Nederalemannische dialect in het zuiden. De oorspronkelijke culturele verwevenheid met de Duitse streken aan de andere zijde van de Rijn wordt nauwelijks meer beleefd maar is nog wel te zien in de vele Duitse, soms min of meer verfranste, plaatsnamen en geografische aanduidingen. Ook de kerkelijke architectuur en de traditionele huizenbouw sluit aan bij die van het Rijnland en met name die in Baden.

### Religie
De Elzas is van oudsher een regio waar het protestantisme wortel heeft geschoten, al is het aandeel protestanten in de bevolking in de loop der eeuwen gedaald. Dit ging van 30% in de 16e eeuw naar 17% aan het begin van de 21e eeuw.

### Eten
De Elzasser keuken, met een sterke Zuid-Duitse invloed, bestaat uit stevige kost, aangepast aan de lange, donkere en koude winters.
- Bäckeoffe: drie soorten gemarineerd vlees met aardappels in witte Elzasser wijn
- Choucroute garnie: zuurkool met verschillende soorten varkensvlees
- Coq au Riesling: haan in saus van witte rieslingwijn
- Tarte flambée (ook wel Flammeküche genoemd): dunne pizza's belegd met room, uien en spek, soms ook met kaas of champignons
- Kugelhopf: tulbandcake met rozijnen
- Munster: de kaas van de Elzas
- Spätzle: soort van deegknoedels
- Tarte aux myrtilles: bosbessentaart

## Geboren in de Elzas
- Familie Strassburger, circusfamilie
- Frédéric Auguste Bartholdi (1834-1904), beeldhouwer
- Albert Schweitzer (Kaysersberg) (1875-1965), arts, lutherse theoloog, filosoof, musicus en medisch zendeling
- Jean-Georges Vongerichten (1957), chef-kok